# Jefferson (Ohio)
Jefferson è una località degli Stati Uniti d'America, capoluogo della contea di Ashtabula, nello Stato dell'Ohio.